# Cereopsius mimospilotus
Espèce
Synonymes
- Cereopsius cabigasi Vives, 2005 [1]

Cereopsius mimospilotus est une espèce de coléoptères de la famille des Cerambycidae.

## Systématique
L'espèce Cereopsius mimospilotus a été décrite en 1980 par l'entomologiste autrichien Stephan von Breuning (1894-1983).

## Répartition
Cette espèce a été découverte sur Mindanao aux Philippines.

## Description
L'holotype de Cereopsius mimospilotus, un mâle, mesure 16 mm de long pour 7 mm de large.

## Publication originale
- Stephan von Breuning, « Description de nouvelles espèces de Lamiaires des Philippines (Coleoptera, Cerambycidae) », Mitteilungen aus dem Zoologischen Museum in Berlin, Berlin, vol. 56, no 2,‎ 1980, p. 157-182 (ISSN 0373-8493).